# La rendición de Granada
La rendición de Granada  es un cuadro del pintor español Francisco Pradilla y Ortiz finalizado en 1882, que se encuentra en la Sala de Conferencias o Salón de los Pasos Perdidos del Palacio del Senado de España.

## Descripción
Se trata de un óleo sobre lienzo de grandes dimensiones: 3,3 metros de alto por 5,5 metros de ancho. Reproduce el instante en el que, tras su derrota en la Guerra de Granada, el rey Boabdil entrega las llaves de la ciudad a los Reyes Católicos, Isabel I de Castilla y Fernando II de Aragón, el 2 de enero de 1492.
Pradilla recibió del Senado el encargo para realizar esta obra tras el éxito que consiguió su cuadro Doña Juana la Loca, que logró medallas de honor tanto en la Exposición Nacional de Bellas Artes de 1878 como en la sección española de la Exposición Universal de París del mismo año. Se le encomendó reproducir la toma de Granada llevada a cabo por los Reyes Católicos al final de la Reconquista, acontecimiento que debía ser visto como una «representación de la unidad española» y «punto de partida para los grandes hechos realizados por nuestros abuelos bajo aquellos gloriosos soberanos», según las indicaciones del entonces presidente de la institución, el marqués Manuel García Barzanallana. El lienzo sería instalado en la Sala de Conferencias del Senado, que se planeó decorar con pinturas y estatuas de destacados personajes de la historia de España.

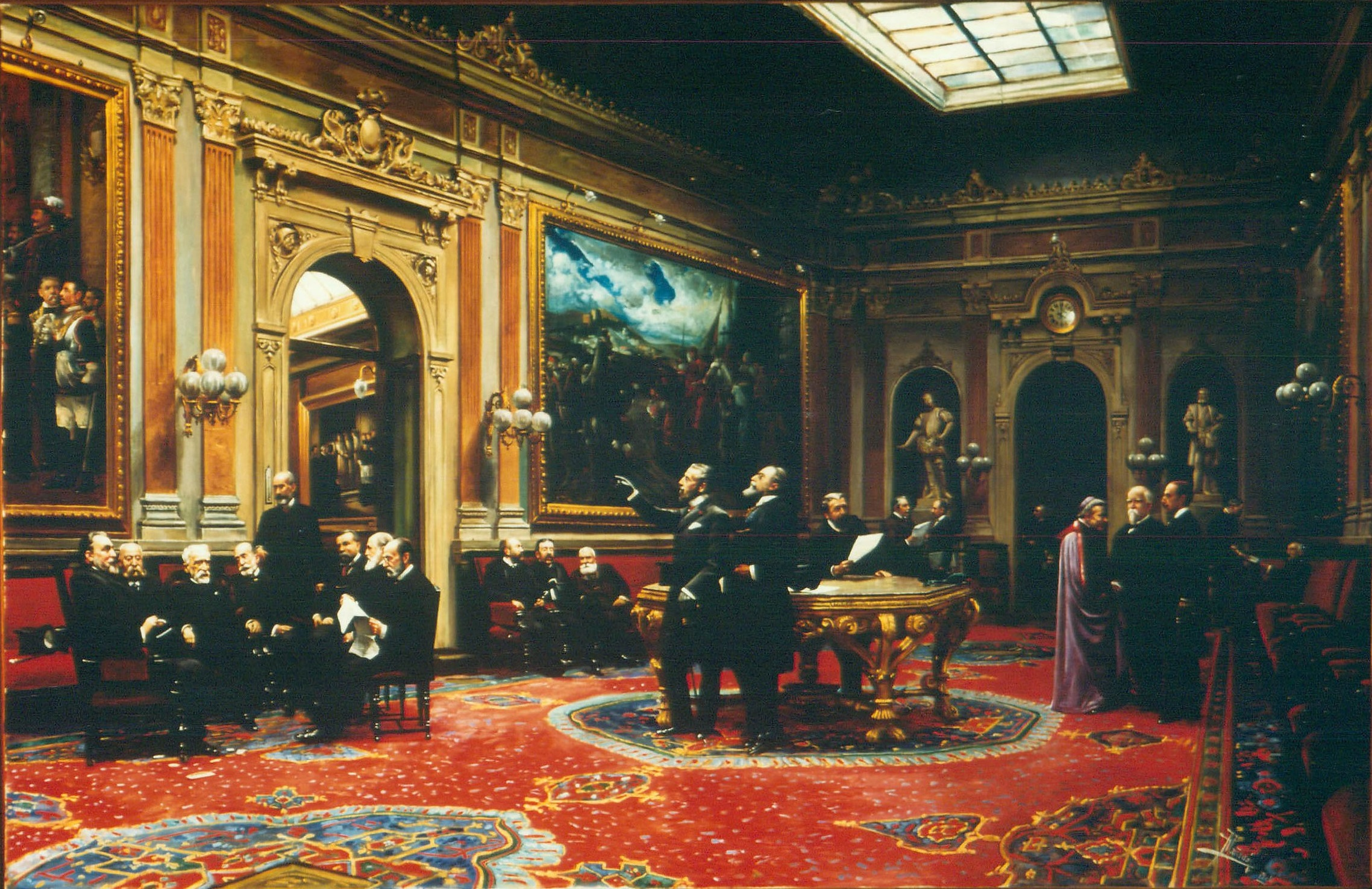
El cuadro de Pradilla se puede observar, a su vez, en Salón de Conferencias del Senado, en marzo de 1904; obra de Asterio Mañanós Martínez.

El resultado no fue tan acertado como Juana la Loca y no participó en ninguna exposición nacional. Sin embargo, constituyó uno de los mayores éxitos profesionales de Pradilla y su gran difusión entre el público le llevó a la fama más allá incluso de las fronteras del país. En primer lugar se presentó en Roma, donde gozó del aplauso de los ciudadanos de dicha ciudad, y posteriormente en el Senado, a donde acudió Alfonso XII para contemplar la obra. El rey premió al pintor por este trabajo con la gran cruz de la Orden de Isabel la Católica y la Cámara alta acabaría pagando a Pradilla el doble de la cantidad pactada, tras aceptar su petición de aumentar dicho pago.
Las numerosas copias que otros autores realizaron del cuadro son una buena muestra de la fama que llegó a alcanzar. Hay además constancia de varias réplicas llevadas a cabo por el propio Pradilla.